# Крупнопятнистый групер
Крупнопятнистый групер (лат. Epinephelus chlorostigma) — вид лучепёрых рыб из семейства каменных окуней (Serranidae). Широко распространены в Индо-Тихоокеанской области. Максимальная длина тела 80 см.

## Описание
Тело несколько удлинённое, покрыто ктеноидной чешуёй с дополнительными чешуйками. Высота тела меньше длины головы, укладывается 2,8—3,3 раза в стандартную длину тела (для особей длиной от 12 до 51 см). Длина крупной головы в 2,4—2,7 раза меньше стандартной длины тела. Верхний профиль головы выпуклый. Межглазничное пространство немного выпуклое. Предкрышка с заострёнными углами и с 4—7 увеличенными зазубринами на углах. Верхний край жаберной крышки прямой. На жаберной крышке три шипа. Подкрышка и межкрышечная кость гладкие. Верхняя челюсть доходит до вертикали заднего края глаза. На средней части нижней челюсти располагаются 2—4 латеральных ряда мелких зубов, зубы внутренних рядов в два раза длиннее таковых во внешних рядах. На верхней части жаберной дуги 8—11 жаберных тычинок, а на нижней части 15—18. Длинный спинной плавник с 11 жёсткими колючими лучами и 16—18 мягкими лучами; третий или четвёртый жёсткие лучи наиболее длинные. Анальный плавник закруглённый или заострённый с 3 жёсткими и 8 мягкими лучами; третья колючка длиннее второй. Грудные плавники с 17—19 мягкими лучами, немного длиннее брюшных плавников. Хвостовой плавник усечённый или немного выпуклый. Боковая линия с 48—53 чешуйками. Пилорических придатков 26—52.
Тело, голова и плавники бледно-зеленовато-серые, покрыты мелкими неравномерно разбросанными тёмно-коричневыми точками. Хвостовой плавник с белой полосой вдоль заднего края. Точки на грудных плавниках располагаются вдоль лучей.
Максимальная длина тела 80 см, обычно до 50 см; масса — до 7 кг.

## Биология
Морские придонные рыбы. Обитают у скалистых и коралловых рифов, а также над илистыми грунтами на глубине от 4-х до 300 м. Питаются преимущественно рыбами и ракообразными (крабы и ротоногие). Протогинические гермафродиты. Самки впервые созревают при длине тела от 23 до 29 см. Смена пола происходит при длине тела от 35 до 45 см, но не все самки изменяют пол. Максимальная продолжительность жизни 29 лет.

## Ареал
Широко распространены в Индо-Тихоокеанской области от Красного моря вдоль восточного побережья Африки до юга Японии, Папуа-Новой Гвинеи, Каролинских островов, Новой Каледонии, Австралии и Фиджи.

## Взаимодействие с человеком
Коммерческий промысел ведётся в водах Сингапура и Гонконга. Ловят ярусами, ловушками и донными тралами.